# Fehérfejű selyemmajom

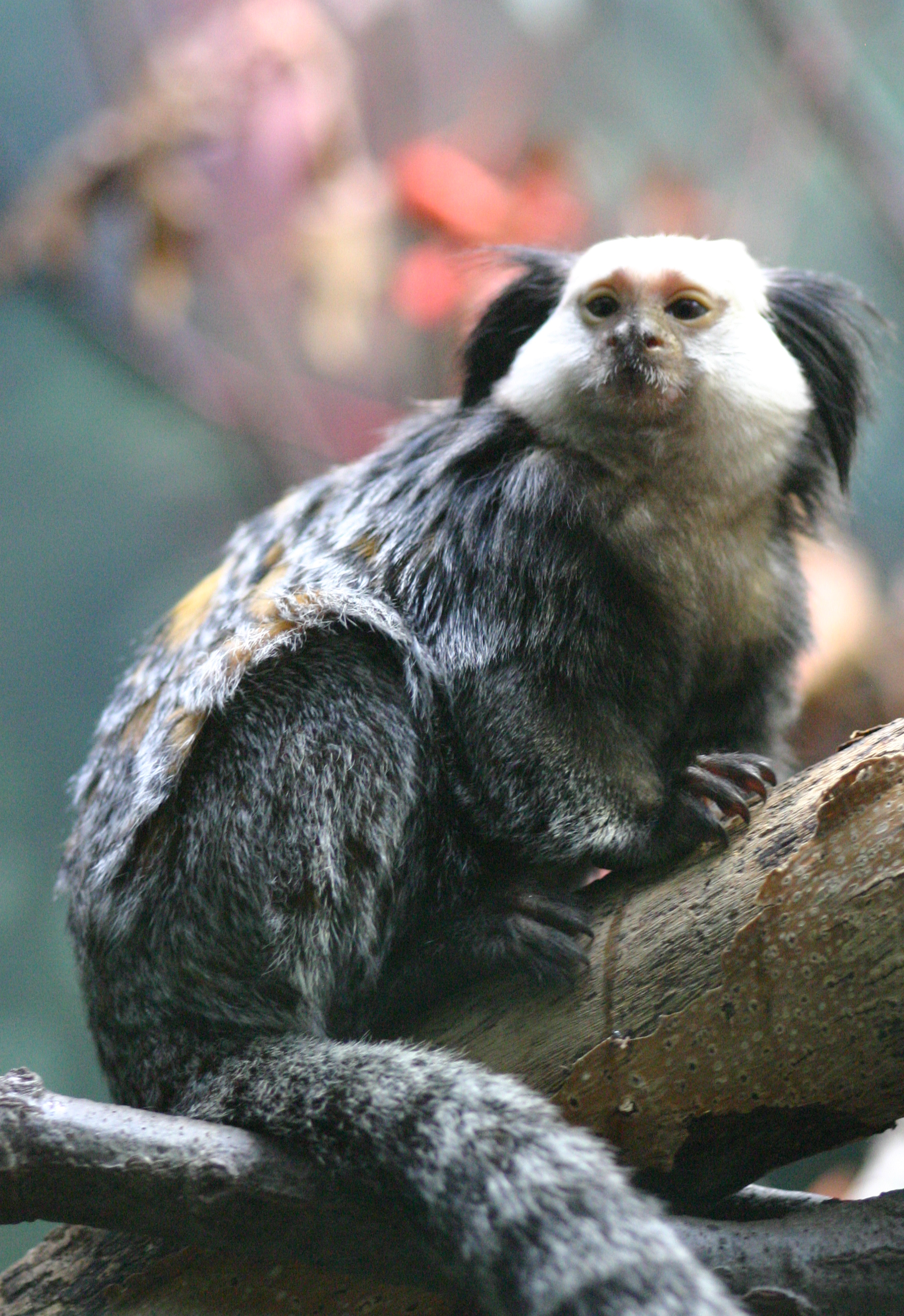

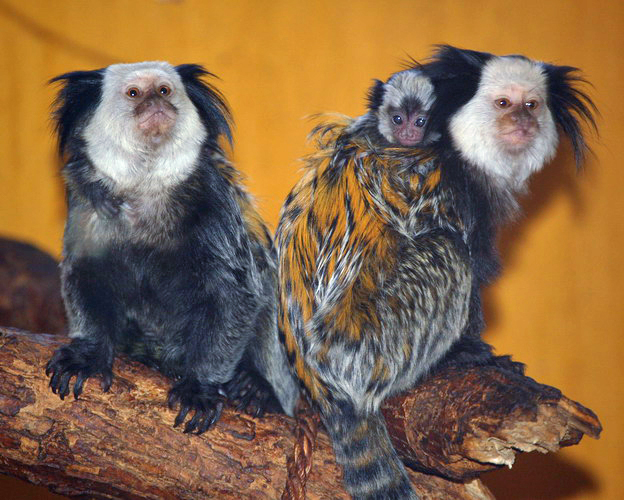
Fehérfejű selyemajom pár és kölyke

A fehérfejű selyemmajom (Callithrix geoffroyi) az emlősök (Mammalia) osztályába a főemlősök (Primates) rendjébe és a csuklyásmajomfélék (Cebidae) családjába tartozó faj.
Korábban a fehérpamacsos selyemmajom (Callithrix jacchus) alfajaként tartották számon.

## Előfordulása
Brazília délkeleti részén, Bahia, Minas Gerais és Espírito Santo államban maradványerdőkben él. Betelepítették Santa Catarina állam néhány részébe is.

## Megjelenése
14-18 centiméter hosszú és 400 gramm súlyú.  Teste feketésbarna, megnyúlt fekete fülbojtokkal. Homloka, arca és feje fehér. Testének alsó része világosbarna, fekete farka  halványan gyűrűs.

## Életmódja
Kisebb, nagyjából 15 fős csoportokban él, melyek többnyire egyetlen szülőpárból és azok különböző korú utódjaiból állnak.
A csoportok az éjszakát a sűrű bozótban vagy egy fa odvában töltik, a nap legnagyobb részében pedig egyik gyümölcstermő fáról vándorolnak a másikra. A karmosmajmok többségéhez hasonlóan főként a magasabb fákon mozog. Kis mérete miatt ki tud mászni a vékonyabb ágakra is. A csoport úgy közlekedik, hogy miután elérték egy ág végét, átugranak a következőre, ami nagy zajjal jár, így könnyű rájuk találni.
Egy csoport territóriuma 30-60 hektár között változhat. Ennek függvénye, hogy hány gyümölcstemő fa van benne.
Táplálékuk java része gyümölcsből áll. Emellett fogyaszt fanedveket, illetve rovarokat, pókokat és madártojásokat is.

## Szaporodása
A csoportban kizárólag egyetlen pár szaporodik. A nőstény évente egyszer, mintegy 150 napos vemhessége után egy-négy utódot hoz a világra, a legjellemzőbb azonban a két utódos ikerszülés.
Az anyához viszonyítva a kölykök már születésükkor is igen nagynak számítanak. Az újszülött ikrek akár anyjuk testtömegének 40%-át is kitehetik. Valószínűleg a nagy születési testméret miatt is, de születés után azonnal az apa veszi át az utódok hordozását és később is csak a szoptatás idejére adja át a kicsiket az anyállatnak.
Később, ahogy a kölykök fejlődnek, a csoport többi tagja (akik többnyire a kölykök idősebb testvérei) is részt vesz gondozásukban, olykor átveszik szállításukat az apaálattól, vigyáznak rájuk, játszanak velük és megtanítják őket az önálló táplálékszerzésre.
A hím utódok mintegy egy év alatt lesznek ivarérettek, a nőstényeknél ez 20-24 hónapig is eltarthat.
A fiatal állatok életük első néhány évében a szülőcsapattal maradnak, néhányuk élete végéig ott marad. Mások elvándorolnak és vagy csatlakoznak egy másik csoporthoz vagy egy másik nemű fiatal egyeddel (amelyik másik csoportból is származik, így nem rokona) új csoportot alapítanak.
Várható élettartam a szabadban 10 év, fogságban jóval tovább, akár 16 évig is elélhet.

## Természetvédelmi helyzete
Eredeti élőhelyén rohamos mértékben irtják az esőerdőt és mivel az a faj kevésbé alkalmazkodó, mint a fehérpamacsos selyemmajom, ezért nemigen tud megtelepedni az erdőirtás után kialakult másodlagos erdőkben.
Fogságban elterjedt faj, bár nem annyira, mint a fehérpamacsos selyemmajom.
Jelenleg Magyarországon három helyütt él, a Budapesti Állatkertben, a Nyíregyházi Állatparkban  és  Szegedi Vadasparkban egy kisebb csoportját gondozzák.

## Külső hivatkozások
- A faj szerepel a Természetvédelmi Világszövetség Vörös Listáján. IUCN. (Hozzáférés: 2009. szeptember 14.)